# 多米尼克·扎勒斯
多米尼克·扎勒斯（1995年8月23日—）是一名捷克的短跑选手。他代表捷克参与了2018年世界室內田徑錦標賽的60米赛跑项目，并成功的晋级该赛事的半决赛。

## 国际赛事
| 年        | 賽事                       | 舉辦城市  | 名次            | 項目              | 記錄      |
| 代表 捷克 | 代表 捷克                  | 代表 捷克 | 代表 捷克       | 代表 捷克         | 代表 捷克 |
| --------- | -------------------------- | --------- | --------------- | ----------------- | --------- |
| 2017      | 欧洲青年田径锦标赛         | 比得哥什  | 第9名 (半决赛)  | 100米賽跑         | 10.39秒   |
| 2017      | 欧洲青年田径锦标赛         | 比得哥什  | –               | 4 × 100米賽接力赛 | 犯规淘汰  |
| 2017      | 夏季世界大學運動會田徑比賽 | 臺北市    | 第30名 (复赛)   | 100米賽跑         | 12.18秒   |
| 2018      | 世界室內田徑錦標賽         | 伯明翰    | 第17名 (半决赛) | 60米跑            | 6.67秒    |

## 个人最佳成绩
下列纪录均来源于国际田径联合会。
室外
- 100米賽跑 – 10.31秒（2017年，比得哥什）
- 150米短跑 - 15.36秒（2018年，布拉格）
- 200米賽跑 – 21.57秒（2017年，布拉格）
- 400米接力賽跑 - 38.99秒（2018年，布拉格）

室内
- 60米跑 – 6.61秒（2018年，布拉格）